# Gerhard Rembold
Gerhard Rembold (* 5. April 1944 in Ulm) ist ein deutscher Politiker und Hochschullehrer.

## Leben
Rembold studierte Volkswirtschaft und Regionalwissenschaft an der Universität Karlsruhe. Danach war er als wissenschaftlicher Assistent am Institut für Wirtschaftspolitik und Wirtschaftsforschung der Universität tätig. 1973 wurde er mit der Dissertation Ein interregionales intersektorales Wachstumsmodell auf der Basis der Input-Output-Analyse promoviert. Ab 1986 war er Kämmerer der Stadt Karlsruhe und zudem Dozent an der Verwaltungs- und Wirtschaftsakademie Baden und an der Berufsakademie Mannheim.
Für die CDU angetreten, bekleidete Rembold von 1992 bis 2001 das Amt des Oberbürgermeisters der Stadt Schwäbisch Gmünd. Zu seinen Schwerpunkten im Amt des Oberbürgermeisters gehörten Verkehrsfragen in der Innenstadt, verbunden insbesondere mit der Durchsetzung des Gmünder Einhorn-Tunnels. Einen weiteren zentralen Schwerpunkt stellte die Wirtschaftsförderung dar. Hierunter fallen die Erweiterung des Gewerbegebietes Gügling sowie die Ansiedelung von Polynorm-Grau. Zu den großen Kontroversen in Rembolds Amtszeit ist die Auseinandersetzung um eine Tiefgarage zwischen Klösterle und Fuggerei anzusehen. Die Tiefgarage wurde nicht gebaut. Nachdem ihm die CDU die Unterstützung versagte, trat er für keine weitere Amtszeit an.
Rembold ging nach Beendigung seiner Amtszeit nach Karlsruhe zurück.